# Nerkin Bazmaberd
Nerkin Bazmaberd (en armenio: Ներքին Բազմաբերդ, también romanizado como Nerqin Bazmaberd; antiguamente, Agdzhakala, Aghjaghala, Nerkin Agdzhakala, y Nizhnyaya Agdzhakala) es una comunidad rural en la provincia de Aragatsotn en Armenia.
En 2009 tenía 1397 habitantes. La población desciende de refugiados de Armenia Occidental (ocupada por Turquía) de 1915.
Se ubica sobre la carretera M1, unos 10 km al sureste de Talin.